# Karl Bernhard Jäger
Karl Bernhard Jäger (* 29. Mai 1825 in Lobenstein; † 25. Mai 1900 in Hirschberg an der Saale) war Jurist und Mitglied des Deutschen Reichstags.

## Leben
Jäger war der Sohn des Mühlenbesitzers Christian Philipp Jäger aus Lobenstein und dessen Ehefrau Sophie Dorothea geborene Höll. Jäger war evangelisch-lutherischer Konfession und heiratete am 6. Juli 1854 in Hirschberg Elise Sophie C(K)arstens (* 25. Juni 1832 in Hirschberg; † 21. März 1904 ebenda), die Tochter des Fabrikanten Johann Peter Carstens in Hirschberg. 
Jäger besuchte 1835 bis 1843 das Gymnasium Rutheneum in Gera und studierte dann in Jena, Leipzig und Erlangen Staats- und Rechtswissenschaften. Er schloss das Studium mit der Promotion zum Dr. jur. ab und wurde Rechtsanwalt in Gera. 1850 bis 1854 hatte er seinen Hauptwohnsitz in Schleiz. 1851 wurde er zum Bürgermeister von Gera gewählt. Da die Regierung des Fürstentums Reuß jüngerer Linie diese Wahl aus politischen Gründen nicht bestätigte, konnte er das Amt nicht antreten. Später wurde er auch in Lobenstein zum Bürgermeister gewählt und erneut nicht bestätigt. Seit 1854 hatte er seinen Hauptwohnsitz wieder in Hirschberg. Dort war er 1860 bis 1894 Bürgermeister.

## Politik
Während der Märzrevolution war er als radikaler Demokrat Redner auf Volksversammlungen und Schriftführer des Vaterlandsvereins in Lobenstein. 1848 wurde er Oberst der dortigen Bürgerwehr. 1848 wurde er in den konstituierenden Landtag Reuß jüngerer Linie gewählt, dessen Mitglied er mit einer Unterbrechung von 1856 bis 1861 bis zum Jahr 1878 blieb.
Von 1867 bis 1871 war er Mitglied des konstituierenden Reichstags und des Reichstags des Norddeutschen Bundes. Zwischen 1878 und 1881 war als Mitglied der Nationalliberale Partei Abgeordneter des Deutschen Reichstags für den Wahlkreis Reuß jüngere Linie.

## Auszeichnungen
Am 27. Juni 1848 erhielt er die Ehrenbürgerrechte in Lobenstein. 1894 wurde er zum Justizrat ernannt.